# Miami (Arizona)
Miami – miasto w Stanach Zjednoczonych, w stanie Arizona, w hrabstwie Gila.